# جورج الصالحي
جورج أنطونيو الصالحي (24 آب 1974-) لاعب رماية تشيلي من أصل فلسطيني لعائلة مهاجرة إلى سانتياغو، والدته من محافظة بيت لحم واستقرت في تشيلي عندما كانت بالرابعة من عمرها. درس الهندسة في الجامعة البابوية الكاثوليكية في تشيلي. بدأ ممارسة رياضة الرماية منذ صغره وسرعان ما تفوق بالمسابقات الوطنية فيها، وكان مدربه الرامي الأولمبي جوان جيها. شارك في دورة الألعاب الأولمبية الصيفية 2024 في منافسات الرماية للرجال عن دولة فلسطين. وهو أول فلسطيني يشارك في منافسات الرماية في الأولمبياد.

## حياته الرياضية
شارك جورج الصالحي في فعاليات دولية ممثلاً عن تشيلي وفلسطين في مناسبات مختلفة. ولأكثر من خمس سنوات عمل جورج وغيره من الفلسطينيين المغتربين في تشيلي على دمج فلسطين في الإتحاد الدولي لرياضة الرماية (ISSF)، وجمعوا الدعم من الاتحادات العربية والأجنبية. تمت دعوته من قبل الإتحاد الدولي لكرة القدم للمشاركة في دورة الألعاب الأولمبية الصيفية 2024 في باريس ممثلاً لفلسطين، وكانت هذه الدعوة لتعزيز التنوع في الألعاب الأولمبية، وتمثيل الدول الممثلة تمثيلاً ناقصاً في المشاركة. وسيشارك في منافسات الرماية للرجال.